# Constance Elbe
Constance Elbe (Constantia Vilhelmina) född 14 juli 1864 i Stockholm, död 16 november 1935 i Leksand, var en svensk tandläkare. Hon har kallats Sveriges första kvinnliga tandläkare.

## Biografi
Fadern invandrade 1860 från Tyskland och var ägare av tobaksfirman Renard & Elbe. Modern var svensk. 
Elbe tog studentexamen vid Wallinska skolan 1883 och gick sedan i lära hos tandläkaren Edvard Olaison i Stockholm. Hon lär till en början ha haft mycket svårt att bli tandläkareelev på grund av sitt kön. Efter lärlingsperioden studerade hon i Bremen och Leipzig, främst den Herbstska plomberingsmetoden. Vid återkomsten till Sverige avlade hon eden som tandläkare den 10 januari 1889. 
Hon framställdes vid sin examen 1889, som Sveriges första kvinnliga tandläkare och tidskriften Idun skrev ett reportage om händelsen. I realiteten var hon sannolikt den tredje kvinnliga tandläkaren i Sverige, efter Amalia Assur, som fick ett individuellt specialtillstånd 1852 och Rosalie Fougelberg, som 1866 blev den första kvinnliga tandläkaren, efter det att yrket hade öppnats för båda könen, fast i båda fallen med visst specialtillstånd. Elbe kan därmed räknas som den första kvinna i Sverige, som blev tandläkare på samma villkor som män. Carolina Gällstedt-Kronmann från Visby, som agerade assistent till sin man, som var tandläkare i Stockholm, avlade som änka tandläkarexamen i Köpenhamn 8 februari 1870, och kan som sådan också räknas som den första svenska kvinna som avlagt tandläkarexamen på samma villkor som män.    
Elbe valdes in i Tandläkare-Sällskapet 1889. Detta möttes med vissa protester, där en ledamot anmälde sin ”reservation mot qvinnors inväljande i allmänhet”. 
Vid sidan om tandläkarpraktiken engagerade Constance Elbe sig i Landsföreningen för Kvinnans Politiska Rösträtt (FKPR).